# Kaboom!
Kaboom! es un videojuego de Activision, ideado por Larry Kaplan en 1981, para la consola Atari 2600. En él se muestra al "Mad Bomber" (el bombardero loco) arrojando desde la parte superior de la pantalla bombas que tienen que ser recibidas en unas tinas de madera con agua por el jugador. El nivel de dificultad va aumentando de acuerdo se avanza en el juego, siendo las bombas arrojadas con mayor rapidez y velocidad. Actualmente existe una versión en Macromedia Flash disponible en la web, realizada por Groovz Productions en 2002.